# Pitasch
Pitasch foi uma comuna da Suíça, no Cantão Grisões, com 109 habitantes, de acordo com o censo de 2010. Estendia-se por uma área de 10,81 km², de densidade populacional de 10 hab/km². Confinava com as seguintes comunas: Cumbel, Duvin, Riein, Safien, Sevgein.
A língua oficial nesta comuna era o Romanche.

## História
Em 1 de janeiro de 2009, passou a formar parte da nova comuna de Ilanz/Glion.